# André le Fèvre
André Jarich le Fèvre (Arnhem, 12 december 1898 – Den Haag, 6 november 1977) was een Nederlandse voetballer.
Hij begon bij USV Hercules en speelde tussen 1919 en 1922 voor TSV Theole. In die periode kwam hij uit voor het Oostelijk elftal en het Nederlands studentenelftal. Ook werd hij al geselecteerd voor het Nederlands elftal maar debuteerde nog niet. Le Fèvre speelde tussen 1922 en 1925 zeventien interlands voor het Nederlands voetbalelftal en deed mee aan de Olympische Zomerspelen van 1924. Hier maakte hij zijn enige interlanddoelpunt, tegen Zweden (1-1 gelijkspel). Hij speelde zijn interlands in dienst van SV Kampong waar hij ook aan cricket deed. Hij studeerde wis- en natuurkunde aan de Universiteit Utrecht waarin hij in 1924 promoveerde en was lid van het Utrechtsch Studenten Corps. Eind 1925 moest hij stoppen met voetballen na een zware blessure. In 1926 vertrok Le Fèvre naar Curaçao. Daar speelde hij tot 1931 voor de club Asiento en werd bestuurder van de voetbalbond. In 1939 keerde hij terug naar Nederland en speelde nog kort voor Kampong.